# Hawke’s Bay United FC
A Hawke’s Bay United FC egy 2005-ben alapított új-zélandi labdarúgócsapat, melynek székhelye Napier városában található és Új-Zéland legmagasabb osztályában, a Stirling Sports Premiershipben szerepel. Hazai mérkőzéseit a Bluewater Stadionban játssza, amely 5 000 fő befogadására képes.

## Jelenlegi keret
A 2016–2017-es szezon kerete
| #  |     | Poszt | Név               |
| -- | --- | ----- | ----------------- |
| 1  | ENG | K     | Josh Hill         |
| 2  | NZL | V     | Sean Liddicoat    |
| 3  | JPN | V     | Kohei Matsumoto   |
| 5  | SCO | V     | Matthew Whatley   |
| 6  | NZL | KP    | Alex Palezevic    |
| 7  | NZL | KP    | Cory Chettleburgh |
| 8  | NZL | V     | Finlay Milne      |
| 9  | ARG | CS    | Facundo Barbero   |
| 10 | ENG | CS    | Sam Mason-Smith   |

| #  |                      | Poszt | Név            |
| -- | -------------------- | ----- | -------------- |
| 11 | ENG                  | KP    | Saul Halpin    |
| 12 | NZL                  | KP    | Ross Willox    |
| 13 | USA                  | V     | Ethan Dent     |
| 14 | CHI                  | V     | Martin Canales |
| 15 | ENG                  | CS    | Ben Everson    |
| 17 | NZL                  | V     | Fergus Neil    |
| 18 | NZL                  | KP    | Lewis Tiller   |
| 19 | Saint Kitts és Nevis | V     | Nile Walwyn    |
| 26 | NZL                  | K     | Ruben Parker   |

## Menedzserek
| Évek      | Név               |
| --------- | ----------------- |
| 2006–2009 | Jonathan Gould    |
| 2009–2011 | Matt Chandler     |
| 2011–2014 | Chris Greatholder |
| 2014–     | Brett Angell      |